# Tjeckoslovakien vid världsmästerskapen i friidrott
Tjeckoslovakien tog totalt 11 medaljer vid de tre världsmästerskapen i friidrott där landet deltog.
| År   | Guld | Silver | Brons | Totalt |
| 1983 | 4    | 3      | 2     | 9      |
| 1987 | 0    | 1      | 1     | 2      |
| 1991 | 0    | 0      | 0     | 0      |